# Elżbieta Anhalt-Dessau
Elżbieta Maria Fryderyka Amalia Agnieszka Anhalt-Dessau (ur. 7 września 1857 w Wörlitz, zm. 20 lipca 1933 w Neustrelitz) – wielka księżna Mecklenburg-Strelitz.
Elżbieta urodziła się jako trzecie dziecko Fryderyka, księcia Anhalt, i księżniczki Antoniny Saksonii-Altenburga. 17 kwietnia 1877 w Dessau poślubiła Adolfa Fryderyka, księcia Mecklenburg-Strelitz. 30 maja 1904, po śmierci jej teścia Fryderyka Wilhelma, jej mąż został wielkim księciem Mecklenburg-Strelitz. Elżbieta i Adolf Fryderyk V mieli czwórkę dzieci:
- Wiktoria Maria Augusta Luiza Antonina Karolina Leopoldyna (1878-1948), żona (1) hrabiego Jerzego Jametela, (2) księcia Juliusza Ernsta Lippe;
- Augusta Charlotta Jutta Aleksandra Georgina Adolfina (1880-1946), żona Daniła, następcy tronu Czarnogóry;
- Adolf Fryderyk VI (1882-1918), popełnił samobójstwo;
- Karol Borwin Krystian Aleksander Artur (1888-1908), zginął w pojedynku.

## Genealogia
| Prapradziadkowie              | ks. Anhalt-Dessau Leopold III (1740–1818) ∞1767 Ludwika von Brandenburg-Schwedt (1750–1811) | landrgraf Hesji-Homburga Fryderyk V (1748–1820) ∞1768 Karolina Heska-Dermstadt (1746–1821) | kr. Prus Fryderyk Wilhelm II (1744–1797) ∞1769 Fryderyka Ludwika Heska-Dermstadt (1751–1805) | w. ks. Meklemburgii-Strelitz Karol (1741–1816) ∞1768 Fryderyka Karolina Heska-Dermstadt (1752–1782) | ks. Saksonii-Hildburghausen Ernest Fryderyk III (1694–1757) ∞1758 Ernestyna Saska-Weimar-Eisenach (1740–1786) | w. ks. Meklemburgii-Strelitz Karol (1741–1816) ∞1768 Fryderyka Karolina Heska-Dermstadt (1752–1782) | ks. Hohenzollern-Sigmaringen Antoni Alojzy (1762–1831) ∞1782 Amelia von Salm-Kyrburg (1760–1841) | Pierre Murat (1748–1792) ∞1783 Louise d'Astorg (1762–1832)                           |
| Pradziadkowie                 | Fryderyk Anhalcki-Dessau (1769–1814) ∞1792 Amelia Heska-Homburg (1774–1846)                 | Fryderyk Anhalcki-Dessau (1769–1814) ∞1792 Amelia Heska-Homburg (1774–1846)                | Ludwik Hohenzollern (1773–1796) ∞1793 Fryderyka Meklemburska-Strelitz (1778–1841)            | Ludwik Hohenzollern (1773–1796) ∞1793 Fryderyka Meklemburska-Strelitz (1778–1841)                   | ks. Saksonii-Altenburga Fryderyk (1763–1834) ∞1785 Karolina Meklemburska-Strelitz (1769–1818)                 | ks. Saksonii-Altenburga Fryderyk (1763–1834) ∞1785 Karolina Meklemburska-Strelitz (1769–1818)       | ks. Hohenzollern-Sigmaringen Karol (1785-1853) ∞1808 Antonina Murat (1793–1847)                  | ks. Hohenzollern-Sigmaringen Karol (1785-1853) ∞1808 Antonina Murat (1793–1847)      |
| Dziadkowie                    | ks. Anhaltu, Leopold (1792–1871) ∞1818 Fryderyka Hohenzollern (1796–1850)                   | ks. Anhaltu, Leopold (1792–1871) ∞1818 Fryderyka Hohenzollern (1796–1850)                  | ks. Anhaltu, Leopold (1792–1871) ∞1818 Fryderyka Hohenzollern (1796–1850)                    | ks. Anhaltu, Leopold (1792–1871) ∞1818 Fryderyka Hohenzollern (1796–1850)                           | Edward Saski-Altenburg (1804–1852) ∞1835 Amelia Hohenzollern-Sigmaringen (1815–1841)                          | Edward Saski-Altenburg (1804–1852) ∞1835 Amelia Hohenzollern-Sigmaringen (1815–1841)                | Edward Saski-Altenburg (1804–1852) ∞1835 Amelia Hohenzollern-Sigmaringen (1815–1841)             | Edward Saski-Altenburg (1804–1852) ∞1835 Amelia Hohenzollern-Sigmaringen (1815–1841) |
| Rodzice                       | ks. Anhaltu, Fryderyk I (1831–1904) ∞1854 Antonina Saska-Altenburg (1838–1908)              | ks. Anhaltu, Fryderyk I (1831–1904) ∞1854 Antonina Saska-Altenburg (1838–1908)             | ks. Anhaltu, Fryderyk I (1831–1904) ∞1854 Antonina Saska-Altenburg (1838–1908)               | ks. Anhaltu, Fryderyk I (1831–1904) ∞1854 Antonina Saska-Altenburg (1838–1908)                      | ks. Anhaltu, Fryderyk I (1831–1904) ∞1854 Antonina Saska-Altenburg (1838–1908)                                | ks. Anhaltu, Fryderyk I (1831–1904) ∞1854 Antonina Saska-Altenburg (1838–1908)                      | ks. Anhaltu, Fryderyk I (1831–1904) ∞1854 Antonina Saska-Altenburg (1838–1908)                   | ks. Anhaltu, Fryderyk I (1831–1904) ∞1854 Antonina Saska-Altenburg (1838–1908)       |
| Elżbieta Anhalcka (1857–1933) |                                                                                             |                                                                                            |                                                                                              | | | |                                                                                                  |                                                                                      |